# Ersen Martin
Ersen Martin   (Marktredwitz, 23 de maig de 1979 - Esmirna, 19 de març de 2024) va ser un futbolista turc. Va ser jugador del Recreativo de Huelva el 2007. El 2009 fou fitxat pel Sivasspor Kulübü.